# Makutsaaret
Makutsaaret är en ö i Finland. Den ligger i sjön Saimen och i kommunen Sankt Michel i den ekonomiska regionen  S:t Michel och landskapet Södra Savolax, i den södra delen av landet, 220 km nordost om huvudstaden Helsingfors. Öns area är 5,7 hektar och dess största längd är 400 meter i sydväst-nordöstlig riktning.  Notera att namnet antyder att det är fråga om flera öar.